# Domitila la Menor
Flavia Domitila o Domitila la Menor (en latín, Flavia Domitilla Minor; m. antes de 69) fue hija del emperador Vespasiano y Domitila la Mayor y hermana de los emperadores Tito y Domiciano.

## Biografía
Fue madre de Flavia Domitila, esposa de Flavio Clemente, aunque se desconoce el nombre de su marido. Se ha sugerido que ese marido desconocido pudiera ser, Quinto Petilio Cerial, ya que tanto Tácito como Dión Casio afirman que la segunda esposa de este estaba estrechamente emparentada con Vespasiano.
Murió antes de que su padre accediera al imperio y fue deificada por su hermano Tito.

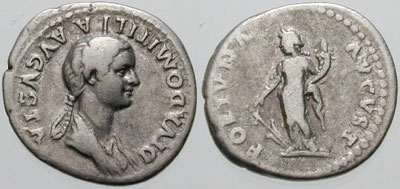
Denario de Domitila la Menor acuñado durante el imperio de Domiciano, entre los años 82 y 85.

Se han conservado varias monedas que contienen grabado su rostro o el de su madre, Flavia Domitila la Mayor.